# Тилопа
Тилопа (санскрит: Tilopada, монг. Дилова; 928—1009) — индийский тантрик, один из 84-х буддийских махасиддх, почитаемый как основоположник линии Кагью тибетского буддизма.

## Биография
Биографические сведения о Тилопе противоречивы и содержат много фантастических элементов.
Тилопа родился в семье брахманов, по некоторым источникам — в царской семье, он бросил пребывание в монастыре, получив указания от дакини, и стал вести странствующий образ жизни. Тилопа поселился в Бенгалии, и выжимал масло из семени кунжута, откуда и получил своё прозвище — «Тилопа» («кунжутник»). Согласно традиции, Будда Ваджрадхара пришёл к нему во время медитации, и он получил прямую передачу учения Махамудры. Получив передачу, Тилопа перестал странствовать и стал обучать учеников. Наиболее примечательный из его учеников Наропа стал его последователем, обучившись практике, которая носит название Шесть йог Наропы.
Тилопа считается автором изречения: «Проблема состоит не в наслаждениях, а в привязанности».
Жизнеописание Тилопы записал и поместил в своей книге "Жизнеописание 84-х махасиддхов" санскритский автор XI века Абхаядатта (Abhayadatta. Caturasiti-siddha-pravriti). Тибетский перевод "Жизнеописания" входит в состав тибетского канона - Данчжур.

## Последующие перерождения Тилопы
В тибетской традиции буддизма считается, что после достижения Пробуждения Тилопа не прекратил перерождаться, и по сей день существует в мире в качестве нирманакаи —  тиб.: Тэло Тулку. Первые шесть перерождений Тилопы, начиная с Джецун Доринбы и Дулзэн Лодой Лэгсана, имели место в Тибете. Начиная же с седьмого, хубилганы Тилопы начали рождаться в Монголии. Восьмой и десятый хубилганы, Махурда и Раашпунцаг, родились во Внутренней Монголии, а седьмой, девятый и одиннадцатый — Эрх-цорджи Наваанданзанжамц, Дамчааяринпэл и Жамсранжав — во Внешней. Все монгольские хубилганы воспитывались в рамках школы гелуг.
Дилова-хутухта XI Жамсранжав (1884—1965) выехал из Монгольской республики сначала в Китай, а затем в США. В качестве очередного воплощения Тилопы Далай-лама XIV определил калмыка американского происхождения Эрдни Омбадыкова, который в 1992—2023 годах занимал должность Шаджин-ламы Калмыкии.

## Русские переводы жизнеописания Тилопы
В жизнеописаниях махасиддхов "Буддийские мастера-маги" (это адаптированный перевод труда Абхаядатты "Жизнеописание 84-х махасиддхов) содержится жизнеописание (намтар) Тилопы. (См.: Абхаядатта. Буддийские мастера-маги. М. ОРИЕНТАЛИЯ. 2011, с. 95). 
В книге "Львы Будды" (это также перевод указ. соч. Абхаядатты) есть биография Тилопы.